# Labienus moluccanus
Labienus moluccanus es una especie de coleóptero de la familia Passalidae.

## Distribución geográfica
Habita en Nueva Guinea y en la Isla Ambon.